# 마르코 아르나우토비치
마르코 아르나우토비치(독일어: Marko Arnautović, 1989년 4월 19일, 빈 ~ )는 오스트리아의 축구 선수로 현재 세르비아 수페르리가의 츠르베나 즈베즈다에서 공격수로 뛰고 있다.

## 선수 경력

### 클럽
2007년 네덜란드 1부 리그의 FC 트벤터 입단을 통해 프로에 입문 후 2008-09 시즌까지 59경기 14골을 기록하며 2007-08 시즌 리그 4위, 2008-09 시즌 리그 준우승에 기여했다.
2008-09 시즌을 마친 뒤 이탈리아 세리에 A의 인테르나치오날레으로 임대 이적하여 리그 3경기 출장에 그쳤지만 팀의 트레블 달성(2009-10 세리에 A 우승, 코파 이탈리아 2009-10 시즌 우승, 2009-10년 UEFA 챔피언스리그 우승)의 기쁨을 함께 했으며 2009-10 시즌을 마치고 독일 분데스리가의 SV 베르더 브레멘으로 이적하여 4시즌동안 84경기 16골을 터뜨렸다.
그리고 2013년 9월 2일 계약기간 4년 및 한화 약 31억원에 잉글랜드 프리미어리그 소속팀인 스토크 시티로 이적하여 2016-17 시즌까지 145경기 26골을 집어넣으며 2015-16 카라바오컵 4강 진출을 이끈 뒤 2017-18 시즌을 앞두고 계약기간 5년 및 한화 약 393억원에 같은 리그의 웨스트햄 유나이티드로 이적하여 2018-19 시즌까지 65경기 22골을 터뜨리며 팀의 2017-18 카라바오컵 8강 진출을 이끌었으며 2017-18 잉글랜드 프리미어리그와 2018-19 프리미어리그에서는 리그 21골(2017-18 시즌 11골, 2018-19 시즌 10골)로 두 시즌 연속 팀내 득점 랭킹 1위를 차지하며 웨스트햄의 에이스로 맹활약을 펼친 데에 힘입어 2017-18 시즌 팀내 올해의 해머로 선정되는 영예를 안았다.
2018-19 시즌을 마치고 한화 약 352억원에 중국 슈퍼리그의 강호 상하이 하이강으로 이적하여 중국 슈퍼리그 2019 3위, 2019년 중국 FA컵 4강, 2019년 AFC 챔피언스리그 8강, 중국 슈퍼리그 2020 4위 등의 성적을 거두었으며 2021년 현재 39경기 20골을 기록하고 있다.

### 국가대표팀
오스트리아 U-19 대표팀 소속으로 2007년 UEFA U-19 축구 선수권 대회에 참가했으나 조별리그 탈락을 막지 못했고 이후 2007년부터 2010년까지 U-21 대표팀 소속으로 5경기 3골을 기록한 뒤 2008년 10월 1일 오스트리아 성인대표팀의 일원으로 페로 제도와의 친선 경기에서 국제 A매치 데뷔전을 치렀으며 10월 8일 아제르바이잔과의 UEFA 유로 2012 예선 A조 2차전에서 A매치 데뷔골을 멀티골로 장식하며 팀의 2연승을 이끄는 등 유로 예선에서 4골을 터뜨렸지만 팀은 3승 3무 4패·조 3위에 그치며 2연속 유로 대회 본선 진출에 실패했다.
그 뒤 UEFA 유로 2016 예선 G조 10경기에서 4골을 터뜨리며 팀의 8년만의 유로 대회 본선 진출을 이끌었으나 정작 본선에서는 단 1골도 기록하지 못했고 팀도 예선에서 9승 1무라는 압도적인 성적을 보여줬음에도 본선에서는 이렇다할 성과를 거두지 못한 채 1무 2패라는 초라한 성적으로 조별리그 탈락의 수모를 맛보았다.
그러나 UEFA 유로 2020 예선 G조 10경기에서 무려 6골을 터뜨려 2회 연속 유로 대회 본선행을 주도했으며 본선에서도 북마케도니아와의 C조 첫 경기에서 후반 44분 결정적인 쐐기골을 터뜨리며 팀의 유로 대회 본선 사상 첫 승 및 유로 대회 사상 첫 16강 진출이자 1982년 FIFA 월드컵 이후 39년만의 메이저 대회 본선 토너먼트 진출을 주도했다.

## 출전 통계
| 구단        | 시즌    | 출전 | 득점 | 도움 |
| ----------- | ------- | ---- | ---- | ---- |
| 트벤터      | 2006-07 | 2    | 0    | 0    |
| 트벤터      | 2007-08 | 16   | 0    | 0    |
| 트벤터      | 2008-09 | 41   | 14   | 5    |
| 인테르      | 2009-10 | 3    | 0    | 0    |
| 브레멘      | 2010-11 | 34   | 5    | 4    |
| 브레멘      | 2011-12 | 20   | 6    | 0    |
| 브레멘      | 2012-13 | 27   | 5    | 7    |
| 브레멘      | 2013-14 | 3    | 0    | 0    |
| 스토크      | 2013-14 | 35   | 5    | 9    |
| 스토크      | 2014-15 | 35   | 2    | 7    |
| 스토크      | 2015-16 | 40   | 12   | 6    |
| 스토크      | 2016-17 | 35   | 7    | 6    |
| 웨스트햄    | 2017-18 | 35   | 11   | 8    |
| 웨스트햄    | 2018-19 | 30   | 11   | 4    |
| 상하이 포트 | 2019    | 15   | 9    | 3    |
| 상하이 포트 | 2020    | 20   | 8    | 1    |
| 상하이 포트 | 2021    | 4    | 3    | 0    |
| 볼로냐      | 2021-22 | 34   | 15   | 1    |
| 볼로냐      | 2022-23 | 23   | 10   | 0    |
| 볼로냐      | 2023-24 | 1    | 0    | 0    |
| 인테르      | 2023-24 | 34   | 7    | 3    |
| 인테르      | 2024-25 | 25   | 7    | 2    |

## 수상

#### 인테르나치오날레
- 세리에 A : 2009-10, 2023-24
- 코파 이탈리아 : 2009-10
- UEFA 챔피언스리그 : 2009-10
- 수페르코파 이탈리아나 : 2023

### 개인
- 웨스트햄 유나이티드 올해의 해머 : 2017-18
- 오스트리아 올해의 축구 선수 : 2018